# Aiko Itō
Aiko Itō (いとう あいこ Itō Aiko?) (Yokohama, Japón; 24 de octubre de 1980) es una exactriz japonesa afiliada con Stardust Promotion. Es conocida por su rol de Ranru Itsuki/Abare Yellow en la serie Super Sentai Bakuryū Sentai Abaranger en el año 2003.

## Carrera
En 1999, Aiko debutó en un comercial de Otsuka Pharmaceutical. En 2000, su primera aparición como modelo de corte en la edición de septiembre de la revista CanCam. En 2002, Aiko junto con las modelos como Mika Hijii, apareció en la unidad visual Chao y en el mismo año, se convirtieron en la unidad inactiva D★shues lanzando un CD. En 2003, apareció en Bakuryū Sentai Abaranger como Ranru Itsuki/Abare Yellow. En 2005, Aiko interpretó el papel de una estudiante durante tres meses en el tema inglés Hāto de kanjiru eibunhō (NHK Educational TV) y al año siguiente apareció como colega en la Conversation Edition. En 2006, su primer papel principal en una película fue Love saiko-kyōwaku no horā "Saikō no kareshi". El mismo año Aiko interpretó el papel principal como Shiori Sano en TBS Ai no gekijō, Suites Dream. En 2007, ansiosa por avanzar en el escenario, apareció en el centro del éxito de taquilla. En 2008 nterpretó el papel principal de Tamaki Nanase en la serie dramática diurna de Fuji TV Aishū no Romera. En 2009, apareció en Hontoniattakowaihanashi de Fuji TV, jugó con Yusuke Kamiji.
El 17 de marzo de 2010 Aiko se casó con un ejecutivo de una empresa de construcción que se anunció el 10 de febrero. En noviembre de 2010, dejó Stardust Promotion. En 2012 Aiko fue nombrada guía vocal de narración en el Museo Iwakuni en Iwakuni, prefectura de Yamaguchi.

## Filmografía

### Series de televisión
- Kamen Rider Agito	(2001): Cliente (episodio 20)
- Bakuryū Sentai Abaranger (2003): Ranru Itsuki (樹 らんる Itsuki Ranru?)/Abare Yellow (アバレイエロー Abare Ierō?)
- Ultraman Mebius (2007): Aya Jinguji (episodios 43 y 44)

### Película
- Bakuryū Sentai Abaranger DELUXE: ¡El verano Abare está congelado! (23 de agosto de 2003): Ranru Itsuki (樹 らんる Itsuki Ranru?)/Abare Yellow (アバレイエロー Abare Ierō?)
- Bakuryū Sentai Abaranger vs. Hurricaneger (12 de marzo de 2004): Ranru Itsuki (樹 らんる Itsuki Ranru?)/Abare Yellow (アバレイエロー Abare Ierō?)
- Tokusō Sentai Dekaranger vs. Abaranger (25 de marzo de 2005): Ranru Itsuki (樹 らんる Itsuki Ranru?)/Abare Yellow (アバレイエロー Abare Ierō?)
- Ultraman Mebius & Ultraman Brothers (2006): Aya Jinguji
- Happy Flight (2008): Rie Miyamoto